# Castelluccio (Castel San Giorgio)
Castelluccio is een plaats (frazione) in de Italiaanse gemeente Castel San Giorgio.